# Dubai Ports World
DP World (Dubai Ports World) är ett emiratiskt hamnföretag som ägs av det Dubai-baserade statliga Dubai World. Företaget sköter driften av ett femtiotal hamnterminaler runt om i världen och har flera nya under uppbyggnad. 2005 köpte man det brittiska rederiet P&O som idag är en integrerad del av företaget.
DP World bildades 2005 genom en fusion av de tidigare Dubai Ports Authority (DPA) och Dubai Ports International (DPI).